# Hjælpeinstruktør
Hjælpeinstruktøruddannelsen har tidligere foregået på Beredskabsstyrelsens Center for Lederuddannelse, Bernstorff Slot, BRCL, men er fra marts 2008 flyttet til Beredskabsstyrelsens Tekniske Skole i Tinglev
Kurset foregår som internatkursus, hvilket vil sige at man sover på skolen, og at der er opgaver der skal løses om aftenen, enten hver enkelt elev eller i grupper.
Efter kurset kan man indgå som hjælper for faginstruktøren på et almindeligt førstehjælpskursus. Det er også hjælpeinstruktøruddannelsen, der er krævet, for at man kan komme videre på holdlederuddannelsen.